# Anomotoma
Anomotoma is een kevergeslacht uit de familie van de boktorren (Cerambycidae). De wetenschappelijke naam van het geslacht werd voor het eerst geldig gepubliceerd in 1978 door Quentin & Villiers.

## Soorten
Anomotoma omvat de volgende soorten:
- Anomotoma conturbans Quentin & Villiers, 1978
- Anomotoma holosericea (Lameere, 1903)
- Anomotoma lesnei (Lameere, 1903)
- Anomotoma octocostata (Quedenfeldt, 1885)
- Anomotoma wilwerthi (Lameere, 1903)